# جنگ‌جویان سامورایی: سانادا مارو
جنگجویان سامورایی: روح سانادا در ژاپن با نام Sengoku Musou Sanada Maru شناخته می‌شود یک بازی هک اند اسلش توسط Koei Tecmo از طریق زیرمجموعه توسعه آنها، Omega Force. این یک اسپین آف از Samurai Warriors 4، بخشی از سری Samurai Warriors است، که به نوبه خود یک اسپین آف از سری طولانی Dynasty Warriors است که هر دو نیز بازی‌های هک اند اسلش هستند. در ۲۳ نوامبر ۲۰۱۶ در ژاپن همزمان با پخش قسمت اوج درام تایگا تلویزیون NHK در حال اجرا Sanada Maru منتشر شد. در سال ۲۰۱۷ در آمریکای شمالی و اروپا منتشر شد.

## توسعه
وجود این بازی برای اولین بار در تقویم انتشار Dengeki PlayStation در شماره ای به تاریخ ۱۲ ژوئیه ۲۰۱۶ فاش شد. Famitsu بعداً آن را در ۱۴ ژوئیه ۲۰۱۶ همراه با اولین جزئیات و تصاویر، از جمله ماهیت همکاری خود با درام تایگا Sanada Maru تأیید کرد. در ۴ اوت ۲۰۱۶، پخش زنده ای انجام شد که اطلاعات بیشتری از جمله تاریخ انتشار بازی را فاش کرد در ۲۳ نوامبر ۲۰۱۶ یک تریلر رسمی مدت کوتاهی پس از آن در یوتیوب منتشر شد. نسخه فعلی بازی ۱٫۰۵ است که در ژوئیه ۲۰۱۷ منتشر شد. در ۶ ژوئن ۲۰۱۷، مجموعه سلاح‌های مختلف به عنوان DLC منتشر شد. دارندگان PS4 Pro این امکان را دارند که با کیفیت 4K بازی کنند.

## گیم پلی
بازی هک اند اسلش اولیه سری اصلی را حفظ کرده‌است. بازیکن از طریق یک میدان نبرد خاص در برابر ارتشی از سربازان دشمن با هدف نهایی کشتن فرمانده دشمن، یک شخصیت را کنترل می‌کند، اگرچه بازیکن تشویق می‌شود تا اهداف جانبی را تکمیل کند که باعث افزایش روحیه متحدان بازیکن یا کسب پاداش می‌شود. Spirit of Sanada از موتور Samurai Warriors 4 و بسته‌های آن مجدداً استفاده می‌کند و سبک بازی و ویژگی‌های آن بازی را حفظ می‌کند. ویژگی‌های جدید اضافه شده شامل اضافه شدن نبردهای طولانی مدت است که به چندین درگیری جداگانه تقسیم می‌شوند که تحت تأثیر چرخه روز و شب قرار می‌گیرند که بازیکن باید آنها را پاک کند. مکانیکی به نام «Stratagems» اضافه شده‌است که به بازیکن اجازه می‌دهد از یک حقه در میانه راه برای کمک به هدف بازیکن استفاده کند، مانند فراخوانی نیروهای کمکی یا ساختن پل. Stratagems به "Sanada Coins" نیاز دارد که با رعایت چندین شرط در طول بازی به دست آمده یا در قالب جدید Castle Town جمع‌آوری شده‌است.
این بازی همچنین سیستم منو را اصلاح می‌کند. مانند Dynasty Warriors 7: Xtreme Legends اما برخلاف سری اصلی، بازیکن حالت بازی را در یک سیستم منوی جداگانه انتخاب نمی‌کند. در عوض، هنگامی که بازیکن بازی را شروع می‌کند، کنترل فوری شخصیت انتخابی خود را به آنها داده می‌شود، البته در منطقه‌ای به نام «شهر قلعه». در آنجا، بازیکن می‌تواند با تعامل با محیط، مانند صحبت کردن با NPC، به حالت داستان، گالری و سایر حالت‌ها دسترسی پیدا کند. بازیکن همچنین می‌تواند فعالیت‌های دیگری مانند خرید اسب، کاوش در حومه‌ها برای رویارویی با دشمنان و جمع‌آوری اقلام، یا ماهیگیری برای جمع‌آوری مواد ارزشمند یا ایجاد پیوند با افسران دیگر انجام دهد.
این بازی از نقشه کامل سه بعدی دوره کشورهای متخاصم ژاپن برای توضیحات موقعیتی استفاده می‌کند. با حرکت دوربین بر روی نقشه، بازیکنان می‌توانند سرزمین‌هایی را که در آن نبردها برگزار شده‌است از زوایای مختلف مشاهده کنند.

## داستان
همانند سریال اصلی، Spirit of Sanada به کاوش و رمانتیک دوره Sengoku ژاپن می‌پردازد، دوره ای از درگیری‌های سیاسی و نظامی که دایمیوها و قبیله‌های آنها را تشکیل می‌دهند تا برای قدرت با یکدیگر بجنگند. در حالی که سریال اصلی دارای دیدگاه‌های متعددی است که جناح‌های مختلف را در بر می‌گیرد، روح سانادا بر یک قبیله خاص، یعنی سانادا تمرکز دارد که توسط ماسایوکی و پسرانش، نوبویوکی و یوکیمورا در دوره سنگوکو رهبری می‌شوند. جدول زمانی بازی تقریباً ۵۴ سال (از ۱۵۶۱ تا ۱۶۱۵) است و از تجسم‌های متفاوتی از شخصیت‌های اصلی پیروی می‌کند که بر این اساس پیر شده‌اند.

## شخصیت‌ها
این بازی شامل کل بازیگران Samurai Warriors 4 و الحاقات آن است و سه افسر قابل بازی جدید اضافه می‌کند. همچنین چندین تجسم مختلف از موارد موجود وجود دارد تا با خط زمانی بازی مطابقت داشته باشد. در مجموع، تعداد بازیگران به ۶۱ می‌رسد، بدون احتساب تجسم‌های مختلف. شخصیت‌های جدید عبارتند از:
- ماسایوکی سانادا: رئیس قبیله سانادا در اواخر دوره سنگوکو و پدر نوبویوکی و یوکیمورا. ماسایوکی هم در تجسم جوان و هم در بزرگسالان مسن قابل بازی است. اسلحه او یک بردیچه با بنر است.
- چاچا: صیغه ای از هیدیوشی تویوتومی و دختر ناگاماسا آزای و اویچی. چاچا هم در تجسم کودک و هم در جوانی قابل بازی است. سلاح او یک کانزاشی است.
- ساسوکه: یک نینجا که توسط هاتوری هانزو و دستیار یوکیمورا سانادا آموزش دیده‌است. سلاح او یک جفت تیغه بازو است.
- کاتسویوری تاکدا: پسر و جانشین شینگن به عنوان رئیس قبیله تاکدا. سلاح او نیزه است.
- هیدتادا توکوگاوا: پسر آیه یاسو و وارث قبیله توکوگاوا. هیدتادا هم در تجسم جوان و هم در بزرگسالان مسن قابل بازی است. سلاح او شمشیر است.

#### شخصیت‌های بازگشتی
| جنگجویان سامورایی  | جنگ‌جویان سامورایی ۲ | جنگجویان سامورایی ۳ | جنگجویان سامورایی ۴ |
| ایشیکاوا گوئمون    | تاچیبانا گینچیو     | آیا-گوزن            | ماتسوناگا هیساهیده  |
| هاتوری هانزو       | هوسوکاوا تاما       | تاکه‌ناکا شیگه‌هارو   | اوئه‌سوگی کاگه‌کاتسو  |
| تویوتومی هیده یوشی | توکوگاوا آیه یاسو   | کای هیمه            | کاتاکورا کوجورو     |
| کوماتسوهیمه        | نااوئه کانه‌تسوگو    | کورودا یوشیتاکا     | کوشوشو              |
| مائدا توشیماسا     | شیباتا کاتسوایه     | کاتو کیوماسا        | ایماگاوا اوجیزانه   |
| اوئه‌سوگی کنشین     | ساساکی کوجیرو       | فوکوشیما ماسانوری   | ای نائوماسا         |
| کونویچی            | فوما کوتارو         | موری موتوناری       | سانادا نوبویوکی     |
| سوزوکی ماگوایچی    | ایشیدا میتسوناری    | یاگیو مونه‌نوری      | کوبایاکاوا تاکاکاگه |
| داته ماسامونه      | چوسوکابه موتوچیکا   | تاچیبانا مونه‌شیگه   | شیمازو تویوهیسا     |
| اکچی میتسوهیده     | میاموتو موساشی      | ای نائوتورا         | اوتانی یوشیتسوگو    |
| اودا نوبوناگا      | آزای ناگاماسا       | تودو تاکاتورا       |                     |
| نوهیمه             | کودای این           | هوجو اوجی‌یاسو       |                     |
| اوایچی             | شیما ساکون          |                     |                     |
| ایزومو نو اوکونی   | مائدا توشی‌ایه       |                     |                     |
| موری رانمارو       | شیمازو یوشی هیرو    |                     |                     |
| تاکدا شینگن        |                     |                     |                     |
| هوندا تاداکاتسو    |                     |                     |                     |
| ایماگاوا یوشیموتو  |                     |                     |                     |
| سانادا یوکیمورا    |                     |                     |                     |

## نقدها و نمرات
Samurai Warriors: Spirit of Sanada با استقبال مثبت منتقدان روبرو شد، با Famitsu امتیاز ۳۵ از ۴۰ در تمام نسخه‌های بازی. در طول هفته اول عرضه در ژاپن، نسخه PS4 بازی ۲۶۶۸۲ نسخه خرده فروشی فیزیکی فروخت که رتبه چهارم را در بین کل فروش نرم‌افزارهای ژاپنی در آن هفته کسب کرد، در حالی که نسخه PS Vita 13049 نسخه خرده فروشی فیزیکی و نسخه PS3 11040 فروخت. کپی‌های خرده فروشی فیزیکی.